# Sićevská soutěska

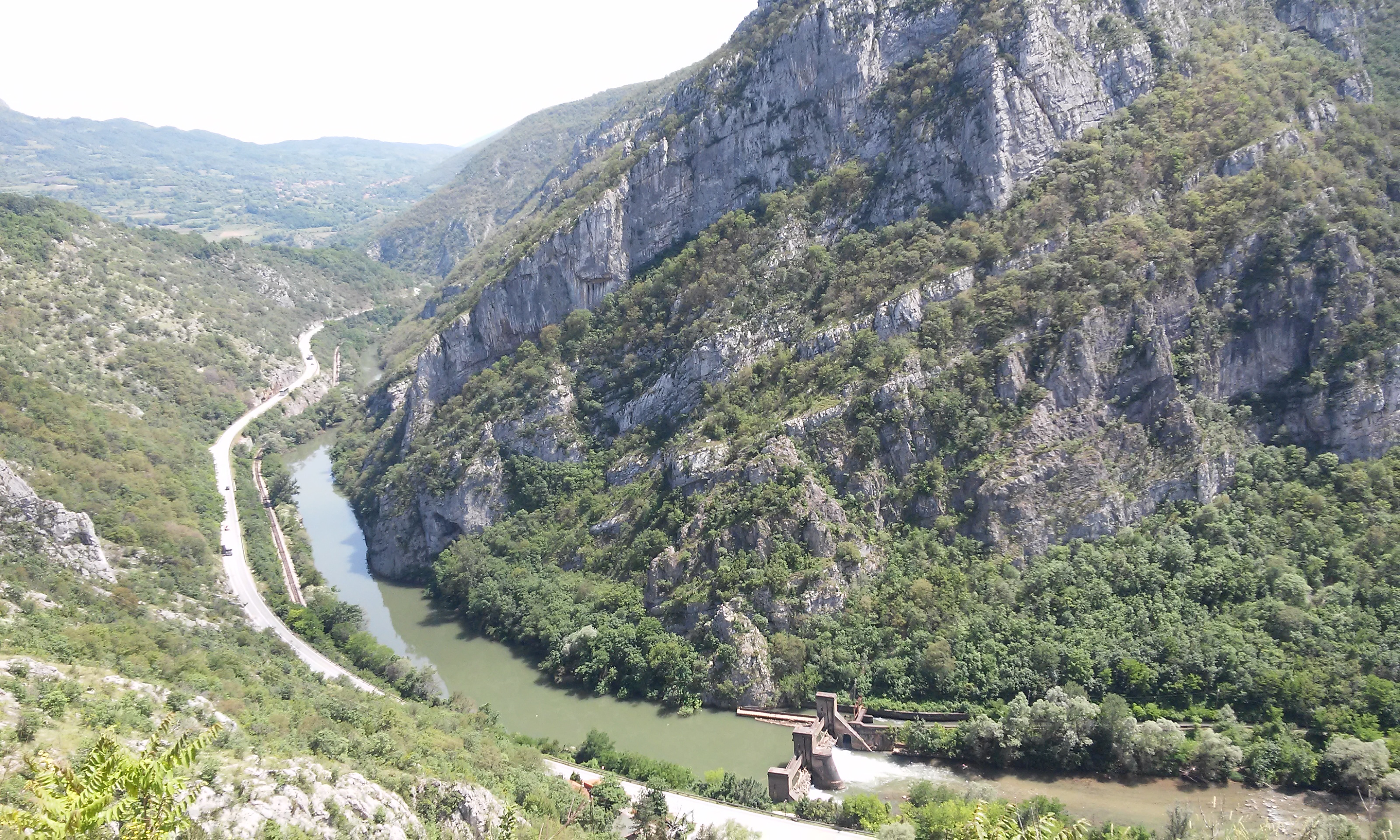
Pohled do údolí řeky Nišavy v Sićevské soutěsce.

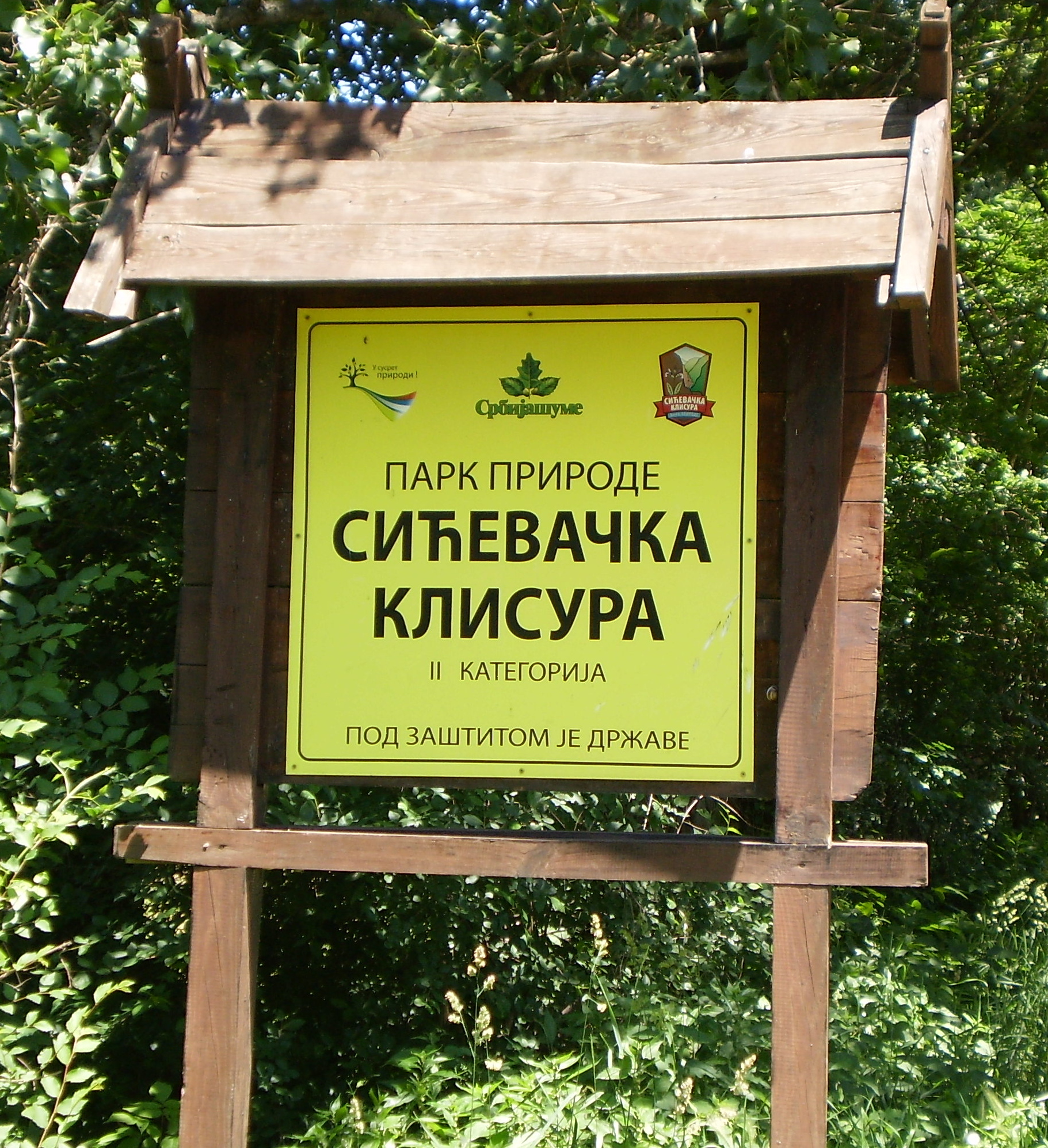
Označení přírodního parku, který byl zřízen v jejím okolí.

Sićevská soutěska (srbsky Сићевачка клисура/Sićevačka klisura) se nachází v jihovýchodní části Srbska, mezi městy Niš a Dimitrovgrad. Nachází se 14 km východně od Niše, mezi vesnicemi Prosek (nejnižší bod) a Dolac (nejvyšší bod). Dlouhá je 15,9 km a spojuje Nišskou kotlinu s Bělopalanskou kotlinou. Po soutěsce Železná vrata je nejdelší svého typu na území Srbska.
Soutěska vznikla vodní erozí toku řeky Nišavy do vápencových skal severní části horského masivu Suva planina a jižní části masivu Svljiške planine.
Soutěska se dělí na dva geografické celky. Ty představuje Crčansko-gradištanský kaňon (horní část) a Ostrovičská soutěska (dolní část). Horní část je mnohem užší a nachází se zde příkré skalní stěny, zatímco v dolní části jsou svahy sice strmé, nicméně v úseku od Proseka do Ostrovice se samotné údolí řeky Nišavy značně rozšiřuje. V horní části soutěsky se její hloubka pohybuje v hodnotách až 350-260 m pod okolním terénem.
Skrz soutěsku prochází ve směru toku řeky železniční trať, která zde byla vybudována v letech 1886/1887. Od roku 1964 pak vede údolím i hlavní silniční tah.
Kvůli svým významným geomorfologickým charakteristikám a unikátní fauně a flóre byla soutěska a její okolí prohlášeno za přírodní park a chráněnou oblast s ekologickou a kulturní hodnotou.
Přestože je soutěska představuje vhodnou lokalitu pro milovníky nedotčené přírody, myslivosti, rybolovu, kajakářství, alpinistiky, horské turistiky aj., nemá její okolí dostatečnou infrastrukturu pro potřebu moderní turistiky.